# Persone di nome Akira
| Questa pagina contiene informazioni ricavate automaticamente dalle voci biografiche con l'ausilio del template Bio e di un bot. L'aggiornamento è periodico e automatico e ricostruisce completamente la pagina. Se manca una persona in questa lista, sei pregato di non aggiungerla, ma accertati piuttosto che la sua voce biografica contenga il template Bio e che i dati anagrafici siano correttamente compilati. Se il template Bio manca, inseriscilo tu stesso o, in alternativa, metti l'avviso {{tmp\|Bio}} che ne segnala la mancanza. Se i dati riportati sono sbagliati, correggi direttamente la voce biografica; le modifiche saranno visibili in questa lista entro pochi giorni. Per chiarimenti vedi il progetto antroponimi. La lista contiene solo le 54 persone che sono citate nell'enciclopedia e per le quali è stato implementato correttamente il template Bio. Pagina aggiornata al 16 ott 2024. |

Questa è una lista di persone presenti nell'enciclopedia che hanno il prenome Akira, suddivise per attività principale.

## Allenatori di calcio(2)
- Akira Konno, allenatore di calcio e ex calciatore giapponese (Ōfunato, n. 1974)
- Akira Nishino, allenatore di calcio e ex calciatore giapponese (Saitama, n. 1955)

## Artisti(1)
- Akira Yoshizawa, artista giapponese (Kaminokawa, n. 1911 - Itabashi, † 2005)

## Astronomi(2)
- Akira Natori, astronomo giapponese (n. 1956)
- Akira Tsuchikawa, astronomo giapponese

## Attori(5)
- Akira Emoto, attore giapponese (Tokyo, n. 1948)
- Akira Ishida, attore e doppiatore giapponese (Nisshin, n. 1967)
- Akira Kubo, attore giapponese (Kōtō, n. 1936)
- Akira Takarada, attore giapponese (Chongjin, n. 1934 - Tokyo, † 2022)
- Akira Terao, attore e musicista giapponese (Yokohama, n. 1947)

## Autori di videogiochi(1)
- Akira Nishitani, autore di videogiochi e character designer giapponese (n. 1967)

## Aviatori(1)
- Akira Yamamoto, aviatore giapponese (Shizuoka, n. 1913 - Yachimata, † 1944)

## Batteristi(1)
- Akira Jimbo, batterista giapponese (Tokyo, n. 1959)

## Calciatori(6)
- Akira Kaji, ex calciatore giapponese (Minamiawaji, n. 1980)
- Akira Kitaguchi, ex calciatore giapponese (Prefettura di Osaka, n. 1935)
- Akira Matsunaga, ex calciatore giapponese (Shizuoka, n. 1948)
- Akira Matsunaga, calciatore giapponese (Yaizu, n. 1914 - Guadalcanal, † 1943)
- Akira Narahashi, ex calciatore giapponese (Chiba, n. 1971)
- Akira Nozawa, calciatore giapponese (Prefettura di Hiroshima, n. 1914 - † 2000)

## Cantanti(1)
- Akira Kushida, cantante giapponese (Yokohama, n. 1946)

## Cestisti(1)
- Akira Kodama, ex cestista giapponese (n. 1944)

## Character designer(1)
- Akira Yasuda, character designer, animatore e autore di videogiochi giapponese (n. 1964)

## Chimici(2)
- Akira Suzuki, chimico giapponese (Mukawa, n. 1930)
- Akira Yoshino, chimico giapponese (Suita, n. 1948)

## Chitarristi(2)
- Akira Nakayama, chitarrista, musicista e arrangiatore giapponese (Kushiro, n. 1971)
- Akira Takasaki, chitarrista e polistrumentista giapponese (Osaka, n. 1961)

## Compositori(2)
- Akira Ifukube, compositore giapponese (Kushiro, n. 1914 - Tokyo, † 2006)
- Akira Senju, compositore giapponese (Tokyo, n. 1960)

## Doppiatori(1)
- Akira Kamiya, doppiatore e attore giapponese (Yokohama, n. 1946)

## Fumettiste(2)
- Akira Amano, fumettista giapponese (n. 1973)
- Akira Ozaki, fumettista giapponese (Hiroshima)

## Fumettisti(2)
- Leiji Matsumoto, fumettista e animatore giapponese (Kurume, n. 1938 - Tokyo, † 2023)
- Akira Toriyama, fumettista giapponese (Nagoya, n. 1955 - Tokyo, † 2024)

## Giocatori di calcio a 5(1)
- Akira Yoshida, ex giocatore di calcio a 5 giapponese (Hyogo, n. 1986)

## Giuristi(1)
- Akira Machida, giurista giapponese (n. 1936 - † 2015)

## Ingegneri(1)
- Akira Kōdate, ingegnere e dirigente d'azienda giapponese (Kanagawa, n. 1925 - † 2018)

## Judoka(1)
- Akira Sone, judoka giapponese (Kurume, n. 2000)

## Lottatori(2)
- Akira Kudō, ex lottatore giapponese (n. 1954)
- Akira Ōta, ex lottatore giapponese (n. 1957)

## Pallanuotisti(1)
- Akira Fujita, pallanuotista giapponese (Hiroshima, n. 1908 - Tokyo, † 2001)

## Pattinatori di velocità su ghiaccio(1)
- Akira Kuroiwa, ex pattinatore di velocità su ghiaccio giapponese (Tsumagoi, n. 1961)

## Piloti motociclistici(3)
- Akira Ryō, pilota motociclistico giapponese (Hyōgo, n. 1967)
- Akira Saitō, pilota motociclistico giapponese (Chiba, n. 1963)
- Akira Yanagawa, pilota motociclistico giapponese (Kagoshima, n. 1971)

## Polistrumentisti(1)
- Akira Yamaoka, polistrumentista e compositore giapponese (Niigata, n. 1968)

## Politici(1)
- Akira Koike, politico giapponese (Tokyo, n. 1960)

## Produttori discografici(1)
- Akira Kawakami, produttore discografico e dirigente d'azienda giapponese (n. 1974)

## Registi(1)
- Akira Kurosawa, regista, sceneggiatore e montatore giapponese (Tokyo, n. 1910 - Tokyo, † 1998)

## Saltatori con gli sci(2)
- Akira Higashi, ex saltatore con gli sci giapponese (Niki, n. 1972)
- Akira Satō, ex saltatore con gli sci giapponese (Kyōgoku, n. 1964)

## Sciatori alpini(1)
- Akira Sasaki, sciatore alpino giapponese (Hokuto, n. 1981)

## Sportivi(1)
- Akira Watanabe, sportivo giapponese (Tokyo, n. 1984)

## Wrestler(1)
- Akira Tozawa, wrestler giapponese (Nishinomiya, n. 1985)

## Senza attività specificata(1)
- Akira Takao,  giapponese (n. 1952)